# Anagapetus debilis
Anagapetus debilis är en nattsländeart som först beskrevs av Ross 1938.  Anagapetus debilis ingår i släktet Anagapetus och familjen stenhusnattsländor. Inga underarter finns listade i Catalogue of Life.